# 格拉皮特 (加利福尼亞州)
格拉皮特（英語：Grapit）是位於美國加利福尼亞州格伦縣的一個非建制地區。該地的面積和人口皆未知。

## 地理
格拉皮特的座標為39°40′52″N 122°11′39″W / 39.68111°N 122.19417°W，而該地的平均海拔高度為67米（即220英尺）。